# .vg
.vg là tên miền quốc gia cấp cao nhất (ccTLD) của Quần đảo Virgin thuộc Anh. Nó cũng được dùng làm tên viết tắt cho "Video Game" (Trò chơi điện tử) của Namco cho trang web www.play.vg cung cấp cách chơi các trò chơi cổ điển.